# Iglesias de Göreme
Göreme es un distrito de la provincia de Nevşehir en Turquía. Después de la erupción del Monte Erciyes hace aproximadamente 2000 años, la ceniza y la lava formaron rocas blandas en la región de Capadocia, cubriendo una superficie de unos 20 000 km². La blanda roca fue erosionada por el aire y el agua, dejando la capa de roca dura en lo alto de los pilares formando lo que hoy en día se conoce como Chimenea de hadas. La gente de Göreme, en el corazón de la región de Capadocia, se dieron cuenta de que estas rocas blandas podían ser fácilmente excavadas para formar casas, iglesias, monasterios, etc. Estos santuarios cristianos contienen muchos ejemplos de arte bizantino procedente del periodo post-iconoclasta. Estos frescos son la única muestra artística de este periodo.   
Las iglesias de Göreme forman parte del conjunto Parque Nacional de Göreme y sitios rupestres de Capadocia elegido por la Unesco como Patrimonio de la Humanidad en el año 1985.

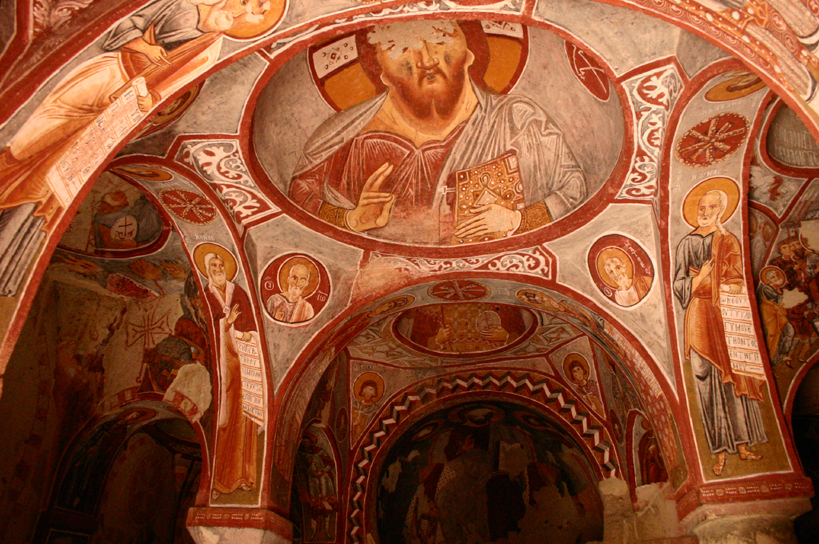
Capilla excavada en la roca en Göreme (Elmalı Kilise).

## Historia
En el siglo IV, pequeñas comunidades de anacoretas seguidores de san Basilio el Grande comenzaron a formarse en la región y empezaron a excavar celdas en la roca blanda. Durante el periodo iconoclasta (725-842) la decoración de la mayoría de santuarios de la región era mínima, normalmente simples símbolos  como el de la cruz. Después de este periodo, se cavaron iglesias nuevas en la roca y fueron ricamente decoradas con coloridos frescos.

## Iglesias rupestres

### Tokalı Kilise

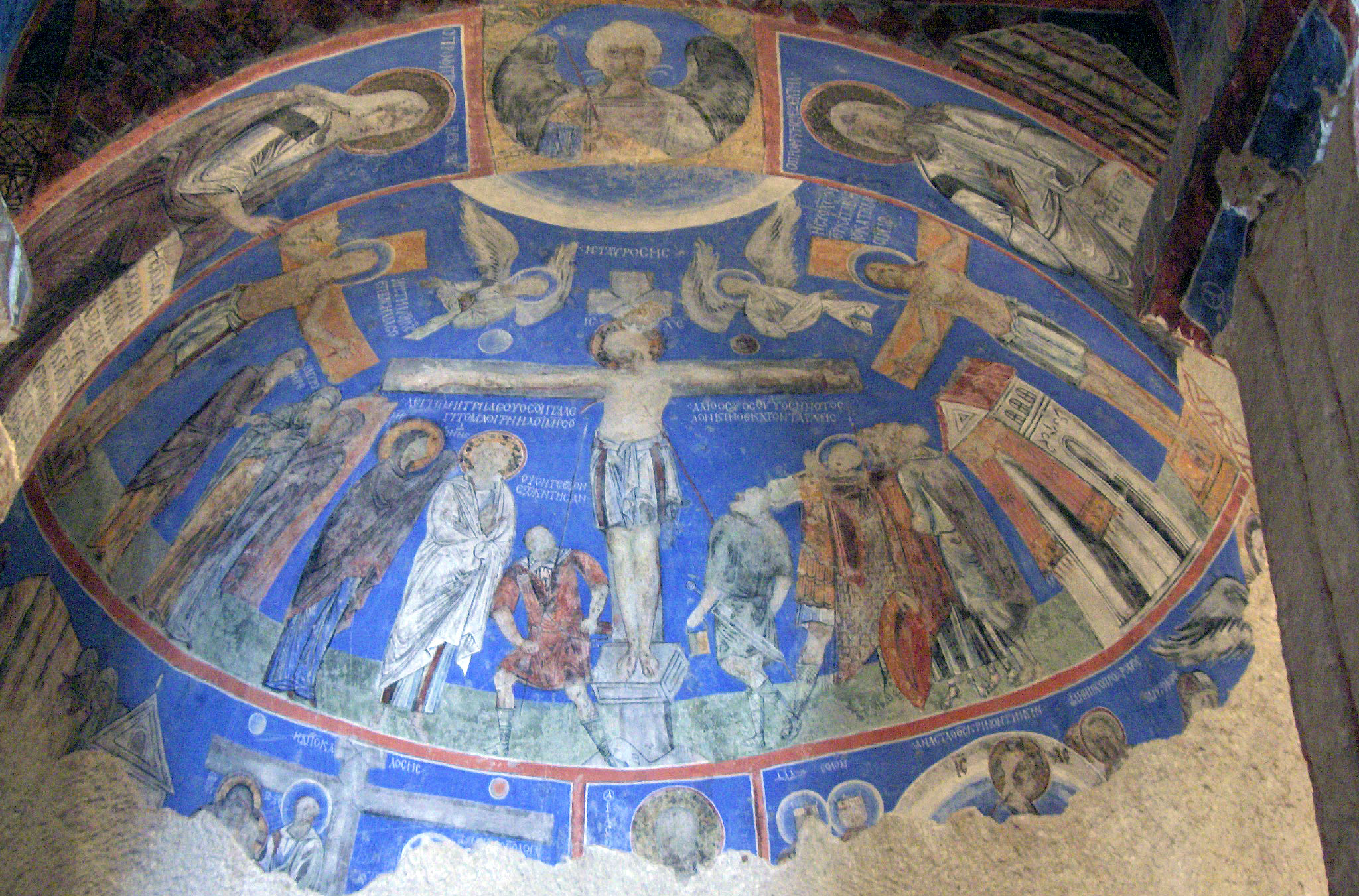
Fresco de la crucifixión en el techo de Tokalı Kilise.

Tokalı Kilise (en turco: Tokalı Kilise) o Iglesia de la Hebilla, es la iglesia más grande de Göreme y su restauración se completó en los años 80.
Una característica notable de esta iglesia es que la nave principal contiene un fresco del siglo IX en estilo "provinciano" y sus añadidos más recientes son los frescos de los tres ábsides del siglo XI dibujado en estilo "metropolitano". En los frescos están representados los doce apóstoles, los santos y escenas de la vida de Jesús (963-969 y siglo XI respectivamente). La iglesia también posee una cripta bajo la nave principal.  
La iglesia está formada por cuatro estancias: la iglesia vieja, la gran iglesia nueva, el Paraclesion (capilla lateral externa) y la iglesia baja. 
- La iglesia vieja data del siglo X. Originalmente era una iglesia de nave simple con bóveda de cañón. Pero su ábside fue destruido cuando se añadió la iglesia nueva a finales del siglo X o principios del XI. Ahora la iglesia vieja facilita la entrada a la nueva. La iglesia vieja está decorada con tonos pálidos de rojo y verde pintados en tiras para representar escenas del Nuevo testamento y descripciones de santos. El trabajo más elaborado de la Iglesia vieja es el ciclo cristológico localizado en la bóveda de cañón de una nave lateral de la basílica. En cada lado de la bóveda hay 32 escenas describiendo narraciones sobre la tradicional triple división de la vida de Cristo: la infancia, los milagros y la pasión.[2]

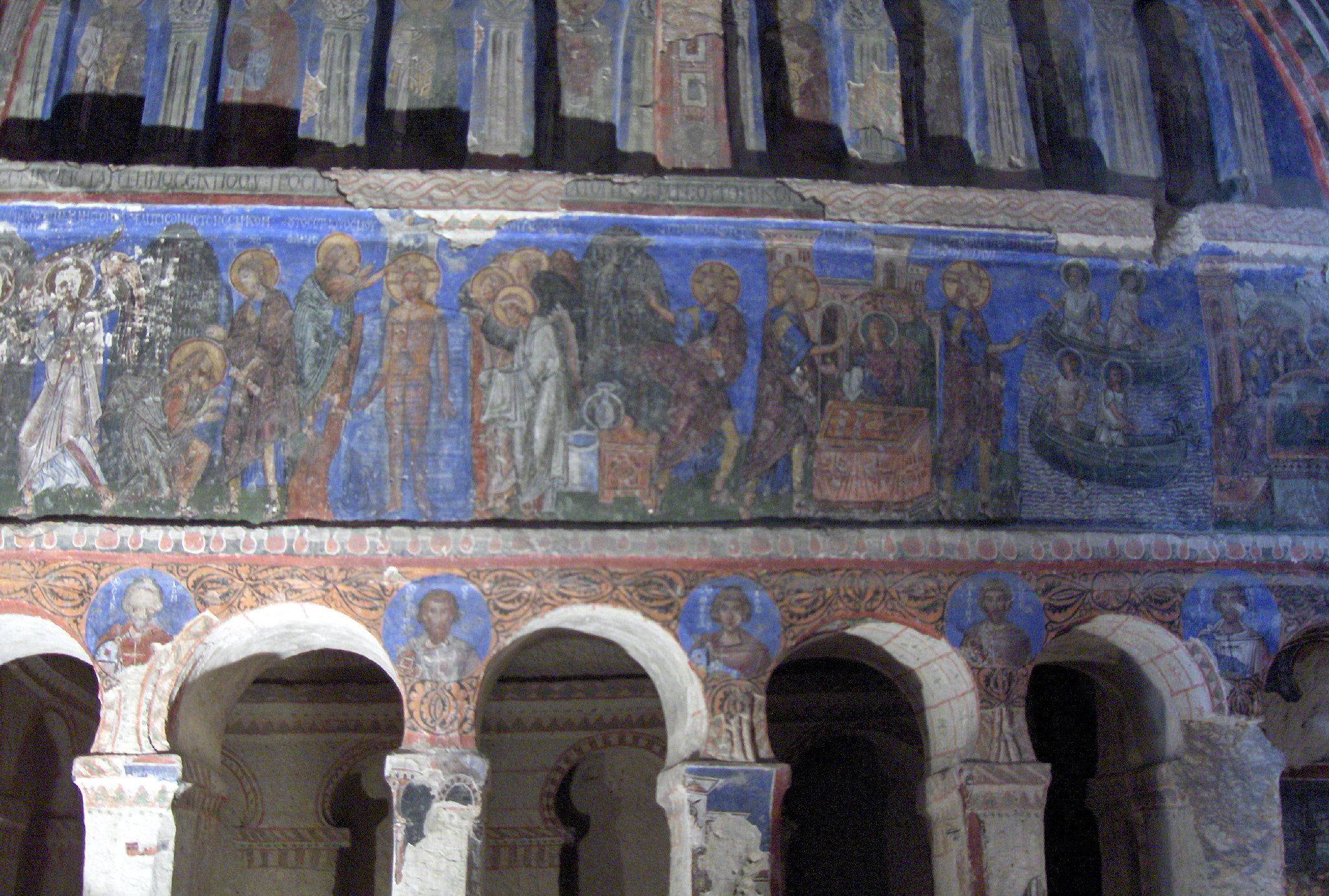
Vista del ciclo cristológico de la Iglesia nueva.

- En la Iglesia nueva predominan paneles de rico índigo pintados con pigmentos de piedra lapislázuli representando escenas del Nuevo Testamento, milagros de Cristo, los primeros diáconos, episodios de la vida de Basilio el Grande (uno de los padres de la Capadocia), representaciones de Leades (uno de los Cuarenta Mártires) y san Menas. La Iglesia nueva fue excavada junto al muro oriental de la iglesia vieja y decorada con arcos de estilo oriental y una serie de arcadas. La iglesia nueva es mucho más grande que la vieja y por lo tanto tiene mucha más decoración. Hay dos ciclos de frescos principales y gran cantidad de santos, clérigos y mártires distribuidos por todas las paredes. Al igual que en la Iglesia vieja, el ciclo cristológico es la decoración más elaborada y extensa de la Iglesia nueva. Localizado en la nave principal, la Infancia, los Milagros y la Pasión, son descritos en pinturas de gran calidad. La narrativa comienza en el lado norte de la nave y se va desarrollando por encima de las arcadas. Las escenas más importantes fueron reservadas para localizaciones más prominentes; la Ascensión, Bendición de apóstoles (Pentecostes) y la misión de los apóstoles están situados en la zona centro y sur de la bóveda de a nave.[3]

- Por otra parte, El Paraclesion, localizado a la izquierda de la Iglesia nueva, es una bóveda de cañón con un ábside simple y la Iglesia baja tiene tres naves laterales y un lugar de enterramiento o cripta.[3]

### Elmalı Kilise
Elmalı Kilise (en turco: Elmalı Kilise) o Iglesia de la Manzana, es la iglesia rupestre más pequeña. Fue construida alrededor del 1050 y se excavó con forma de cruz dejando cuatro pilares que sustentan la cúpula central. La restauración de la iglesia se completó en 1991 pero los frescos se continúan desmoronando revelando una capa de pinturas más antiguas debajo. Las pinturas de la iglesia describen escenas de santos, obispos, mártires y a la derecha del altar, una Última Cena con el pez simbólico (las letras de la palabra pez en griego (ΙΧΘΥΣ) son el símbolo para "Jesucristo, Hijo de Dios, el Salvador"). El nombre de la iglesia se cree viene dado por un orbe de color rojizo que sujeta en su mano el Arcángel san Miguel en la cúpula del ábside principal o, posiblemente, por un manzano que crece próximo a la iglesia.

### Azize Barbara Kilisesi

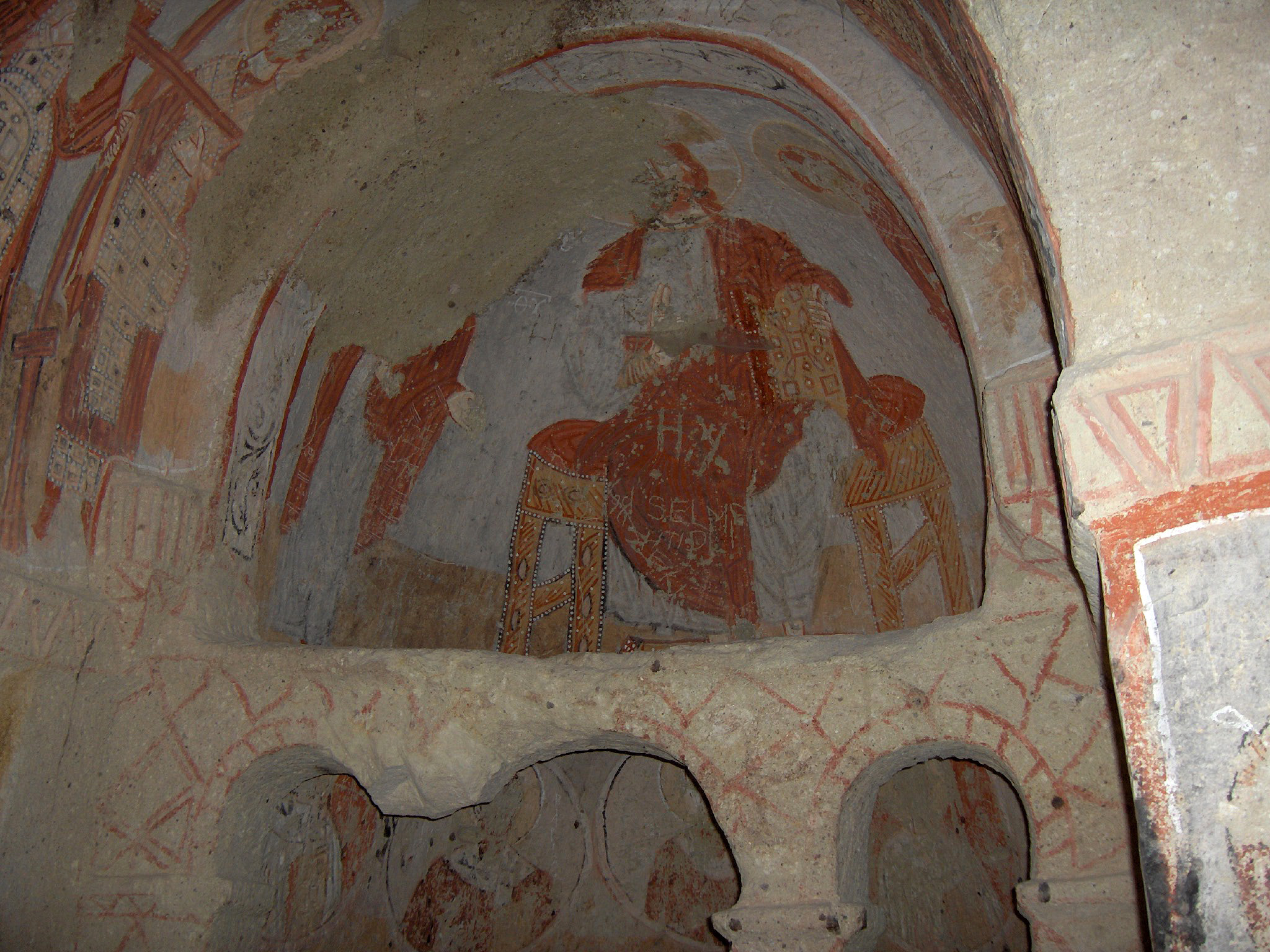
Fresco de Cristo Pantocrátor en Azize Barbara Kilisesi.

Azize Barbara Kilisesi (en turco: Azize Barbara Kilisesi) o Iglesia de Santa Bárbara mártir. Bárbara fue una mártir egipcia encerrada por su padre para protegerla de la influencia del cristianismo. A pesar de todo, Bárbara encontró una manera de practicar su fe y cuando su padre lo descubrió la torturó y la mató.
Excavada a finales del siglo XI, la iglesia posiblemente fue construida como tributo a la santa-mártir. La iglesia tiene la misma distribución que Çarikli Kilise, planta de cruz abovedada con un ábside central, dos ábsides laterales y dos columnas. En la cúpula se describe a Cristo en el trono junto a patrones geométricos pintados en rojo-ocre aplicado directamente sobre la roca. Se cree que tienen una naturaleza simbólica.
Otro fresco representa a un gran saltamontes o langosta posiblemente representando al mal, el cual es alejado con la protección de cruces adyacentes. El muro norte de la iglesia contiene un fresco de San Jorge y de san Teodoro mártir a lomos de un caballo arremetiendo contra el dragón y la serpiente. Los monjes dibujaron líneas rojo-ocre en la roca formando rectángulos para dar la impresión de que se usaron piedras cortadas en la construcción. 

### Yılanlı Kilise

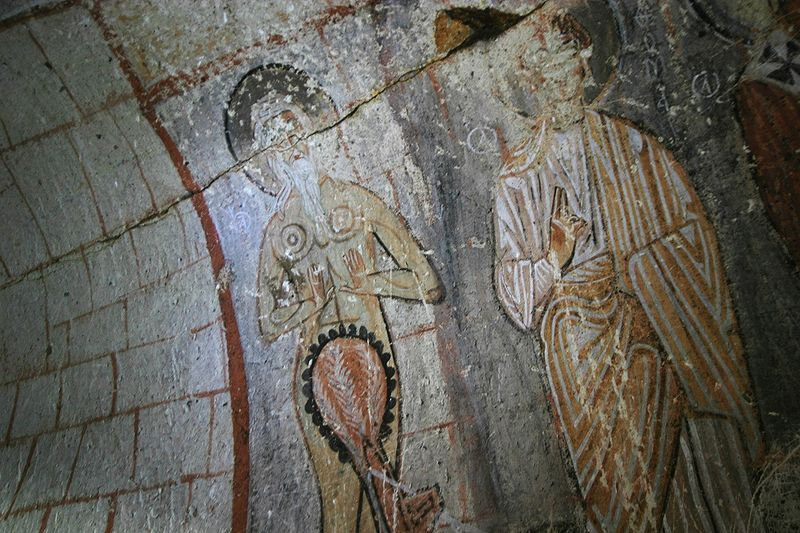
Fresco de Onofre (izq.)

Yılanlı Kilise (en turco: Yılanlı Kilise) o Iglesia de la serpiente, es una iglesia sencilla con una bóveda de cañón simple, techo bajo y nave larga. Su nombre se debe al fresco de San Teodoro y San Jorge matando al dragón (o a la serpiente como se representa aquí). La iglesia también contiene un fresco del emperador Constantino y de su madre Santa Elena representada sosteniendo la Vera Cruz. La leyenda cuenta que la santa descubrió la cruz con la que fue crucificado Jesucristo después de que este se le apareciera en un sueño y que un trozo de esta cruz permanece todavía enterrada en los cimientos de Santa Sofía en Estambul. Otros pedazos de esta cruz se encuentran en la Iglesia del Santo Sepulcro en Jerusalén y en la Basílica de San Pedro en Roma. Otro retrato interesante en esta iglesia es el de San Onofre en la parte superior del muro a la derecha de la entrada. El santo vivió una vida de eremita en el desierto de Egipto, cerca de Tebas y es generalmente representado con una larga barba gris y vestido tan solo con una hoja de parra.

### Karanlık Kilise

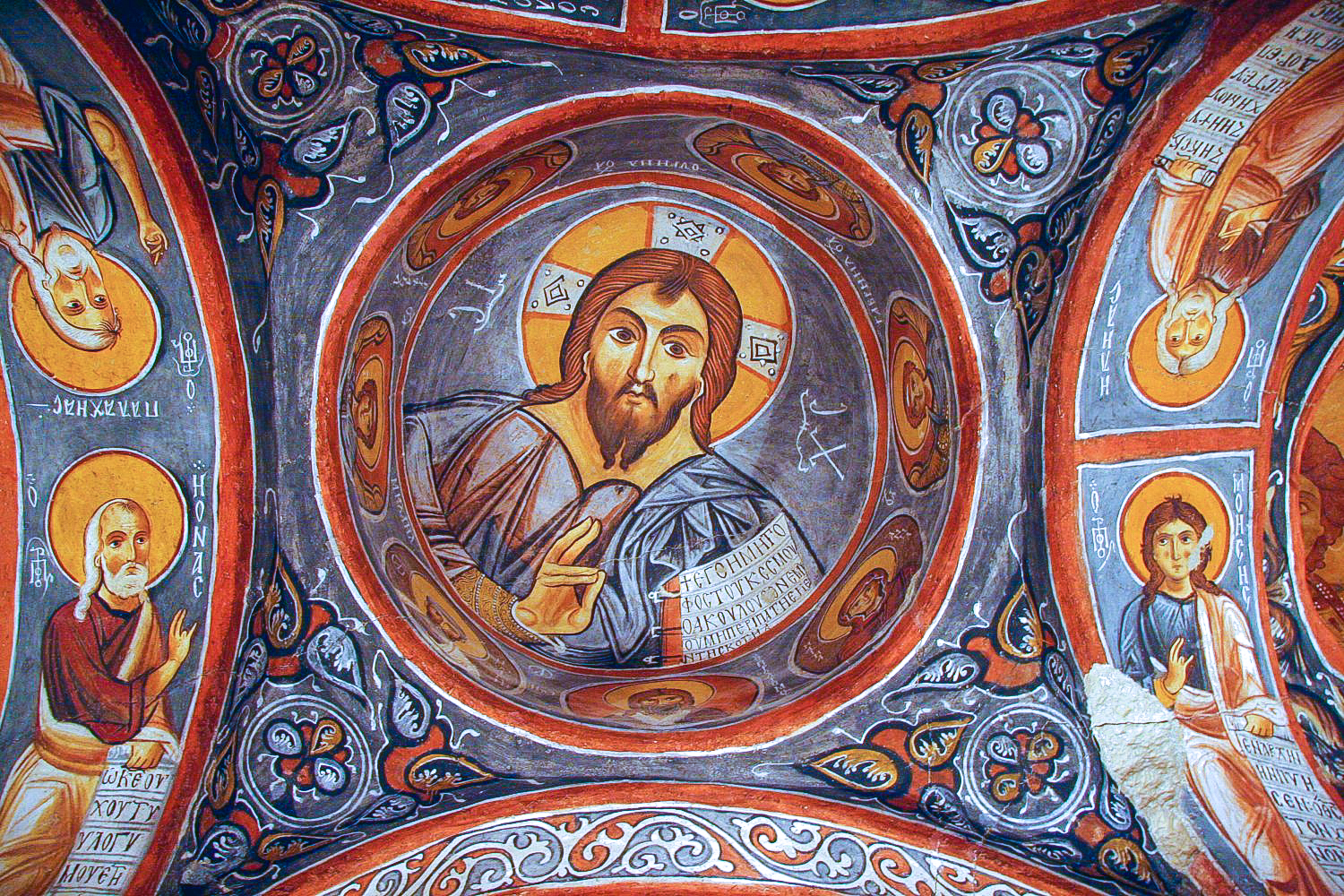
Fresco de Cristo Pantocrátor en el techo de Karanlık Kilise.

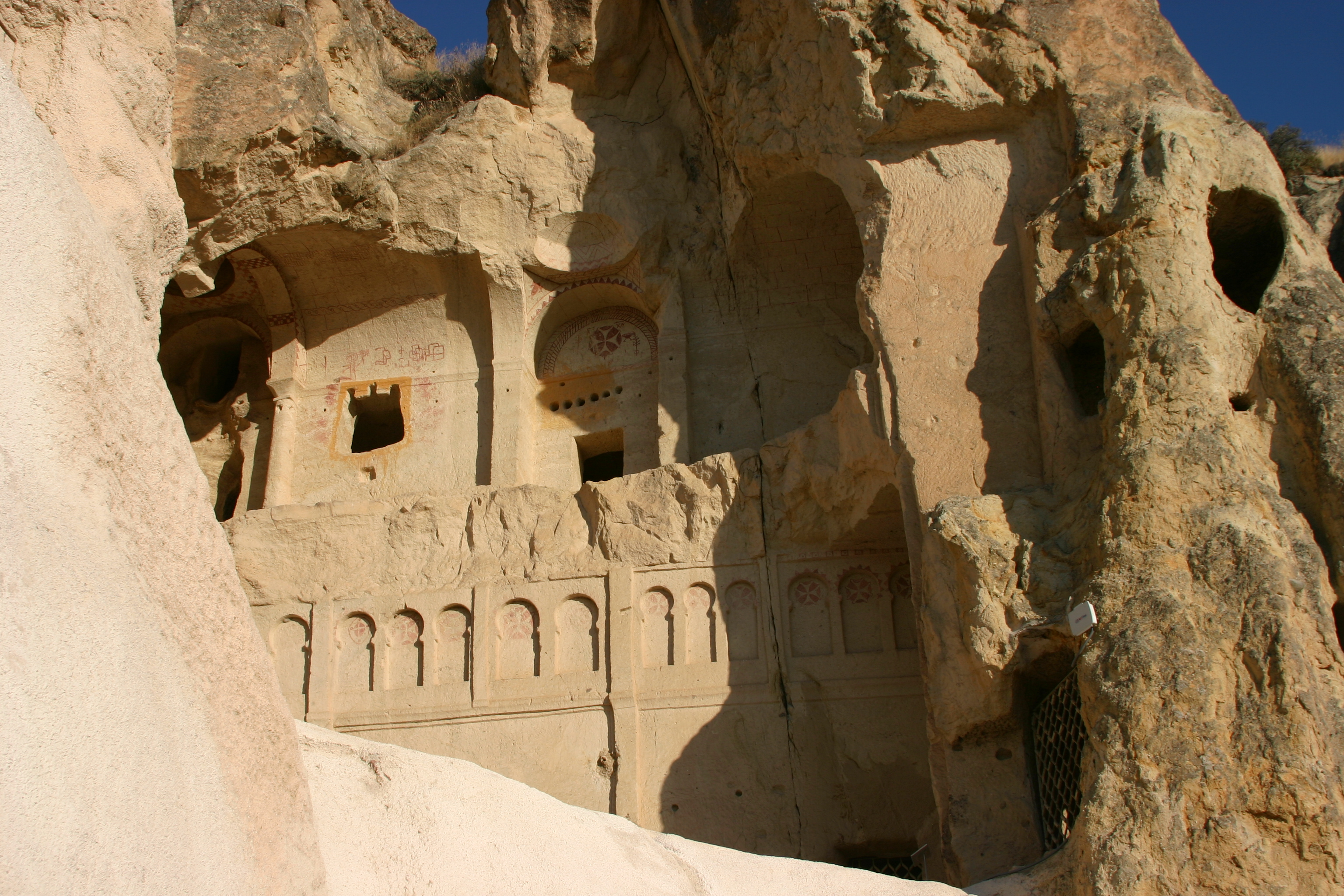
Zona descubierta por el derrumbe en Karanlık Kilise.

Karanlık Kilise (en turco: Karanlık Kilise) o Iglesia oscura, fue un complejo monástico construido en el siglo XI. Es una iglesia con cúpula, un ábside principal, dos más pequeños y cuatro columnas. Está decorado con un Pantocrátor y escenas del Nuevo Testamento tales como la Natividad, la adoración de los Reyes Magos, el primer bautismo, la última cena, la traición de Judas, la crucifixión y la resurrección.
Tras la invasión turca fue usado como palomar hasta 1950. Después de catorce años de excrementos de paloma salpicando las paredes, estos frescos fueron recuperados dejando ver las escenas del Nuevo testamento mejor conservadas de toda la Capadocia y un exquisito ejemplo del arte bizantino del siglo XI.
Sin embargo, parte del nártex o vestíbulo se derrumbó dejando abierto al exterior parte del techo de la iglesia. Esto provocó daños en los frescos de la Ascensión de Cristo y La bendición de los santos mientras que otras escenas permanecieron en parte en la pared colapsada. El nombre de la iglesia posiblemente proviene de un pequeño óculo abierto al nártex el cual sólo permite pasar una pequeña cantidad de luz. Esta característica es lo que ha preservado la riqueza de colorido en los pigmentos y ha permitido que sobrevivieran al paso del tiempo    

### Çarıklı Kilise

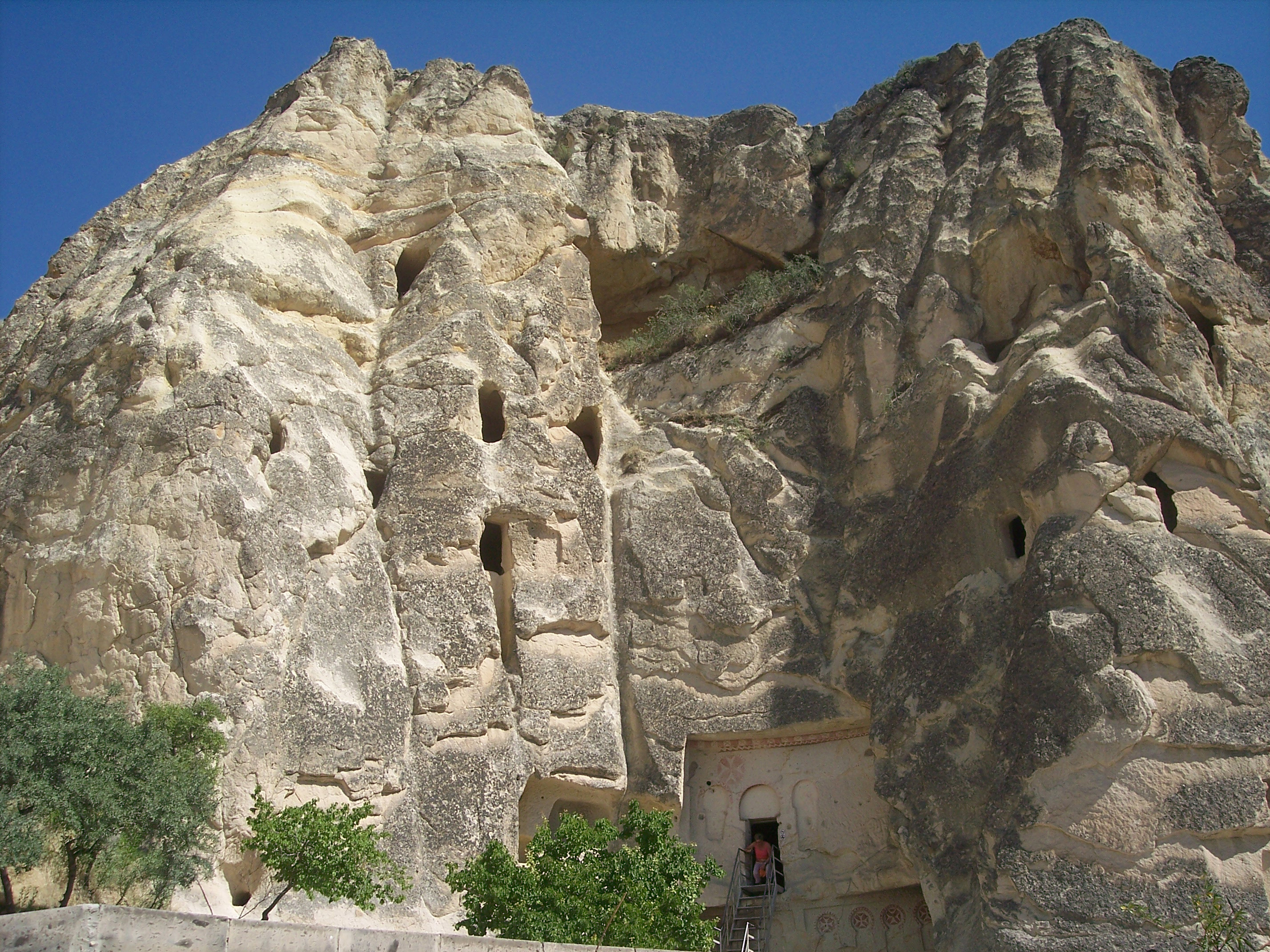
Exterior de Çarıklı Kilise

Çarıklı Kilise (en turco: Çarıklı Kilise) o la Iglesia con sandalias. El nombre viene de dos huellas de pies que se encuentran bajo el fresco de La Ascensión en la entrada de la iglesia. Existen multitud de leyendas sin confirmar ligadas a estas huellas. La iglesia está cavada en el interior de la roca con planta de cruz y bóveda entrecruzada. Los frescos de la iglesia, los cuales datan del siglo XI, representan a los cuatro evangelistas, la natividad, la Crucifixión, el bautismo y otros temas del Nuevo testamento.